# Lepidasthenia curta
Lepidasthenia curta är en ringmaskart som beskrevs av Chamberlin 1919. Lepidasthenia curta ingår i släktet Lepidasthenia och familjen Polynoidae. Inga underarter finns listade i Catalogue of Life.